# طيماوس
طِيمَاوُس هو فيلسوف يوناني فيثاغوري من القرن الخامس ق. م.
يقال أنه شغل منصبا قضائيا رفيعا في مسقط رأسه لوقروس. وبحسب محاورة طيماوس لأفلاطون، فإن تأثيره كان حاسما في تطور فكر هذا الأخير.